# Eco-anxietate
Eco-anxietatea (prescurtarea de la anxietatea ecologică, cunoscută și sub denumirea de suferință ecologică sau anxietate climatică) este un răspuns emoțional la schimbările climatice și la alte probleme de mediu. Din 2007 s-au făcut studii ample privind anxietatea ecologică, iar diverse definiții ale ei continuă să fie utilizate. Afecțiunea nu este un diagnostic medical și este privită ca un răspuns rațional la realitatea schimbărilor climatice; cu toate acestea, cazurile severe pot avea un impact asupra sănătății mintale dacă nu sunt ameliorate. Există, de asemenea, dovezi că anxietatea ecologică este cauzată de modul în care cercetătorii își încadrează cercetările și narațiunile lor despre dovezile despre schimbările climatice. Deoarece aceste cercetări contribuie la acest sentiment de neputință deoarece nu iau în considerare posibilitatea de a găsi vreo soluție pentru a depăși schimbările climatice și pentru că indivizilor nu li se sugerează cum pot contribui la soluții care să facă diferența în acest context.
Anxietatea ecologică este o emoție neplăcută, deși poate motiva și un comportament util, cum ar fi culegerea de informații relevante despre criza climatică și mediu. Cu toate acestea, se poate manifesta și ca evitarea conflictului sau chiar printr-un comportament „paralizant”. Unii oameni au raportat că se confruntă cu atât de multă anxietate și teamă cu privire la viitorul schimbărilor climatice, încât aleg să nu aibă copii. Anxietatea ecologică a primit mai multă atenție după 2017, și mai ales de la sfârșitul lui 2018, când Greta Thunberg a discutata public despre propria ei anxietate ecologică.
În 2018, Asociația Americană de Psihologie (APA) a emis un raport despre impactul schimbărilor climatice asupra sănătății mintale. Se spune că „schimbările treptate, pe termen lung, ale climei pot, de asemenea, să scoată la suprafață o serie de emoții diferite, inclusiv frica, furie, sentimente de neputință sau epuizare”. În general, acest lucru este probabil să aibă cel mai mare impact asupra tinerilor. Anxietatea ecologică care afectează acum adulții tineri a fost asemănată cu temerile legate de anihilare nucleară din Războiul Rece resimțite de generația baby boomers. Cercetările au descoperit că, deși există experiențe emoționale sporite legate de recunoașterea și anticiparea schimbărilor climatice și a impactului acestora asupra societății, acestea sunt în mod inerent adaptative. În plus, implicarea în aceste experiențe emoționale duce la creșterea rezistenței, a agenției, a funcționării reflexive și a acțiunii colective. Indivizii sunt încurajați să găsească modalități colective de a-și procesa experiențele emoționale legate de climă pentru a contribui la sănătatea mintală și bunăstarea lor.

## Definiție
O analiză sistematică din 2021 a constatat că anxietatea ecologică a fost definită în diferite moduri; o caracteristică comună a diferitelor definiții este că ele descriu răspunsuri emoționale provocatoare la schimbările climatice și alte probleme de mediu.
Se spune că termenul de anxietate ecologică a fost inventat de Glenn Albrecht, care l-a definit ca „o frică cronică de moartea mediului”. O altă definiție larg citată este: „senzația generalizată că fundamentele ecologice ale existenței sunt în proces de colaps”. Unii cercetători folosesc termenul de anxietate ecologică ca sinonim pentru anxietatea climatică, în timp ce altora le place să trateze termenii separat. Asociația Psihologilor Americani a definit eco-anxietatea drept „teama cronică de cataclismul de mediu care vine din observarea impactului aparent irevocabil al schimbărilor climatice și preocuparea asociată pentru viitorul cuiva și al generațiilor următoare”.

## Prevalența

Gradele de îngrijorare cu privire la efectele schimbărilor climatice variază în funcție de afilierea politică.

Aproape șase din zece respondenți au raportat că un efect sever al schimbărilor climatice a avut loc deja acolo unde locuiesc, 38% așteaptă să fie strămuți din casele lor în următorii 25 de ani din cauza schimbărilor climatice.

În 2018, sondajele care au fost efectuate în Statele Unite au constatat că între 21% și 29% dintre americani au declarat că sunt „foarte” îngrijorați de climă, ceea ce este dublu față de un studiu similar din 2015. Un sondaj Yale 2023 a avut rezultate similare, demonstrând că schimbările climatice produc nelăceri. Acest concept de climă sau anxietate și durere ecologică este de amploare datorită conștientizării extinse despre schimbările climatice, proces facilitat prin tehnologie și comunicare globală. Schimbările climatice reprezintă o amenințare globală continuă, caracterizată în mare parte prin incertitudine și lipsă de înțelegere. Din acest motiv, anxietatea și durerea la oameni sunt răspunsuri naturale și raționale pentru cei care simt frică sau lipsă de control. De exemplu, aceste sentimente ar putea apărea la oamenii care sunt forțați să-și părăsească casele, se confruntă cu incertitudinea cu privire la mediul lor viitor sau se simt îngrijorați viitorul copiilor lor. Durerea climatică poate fi împărțită în trei categorii: pierderi fizice ecologice, pierderea cunoștințelor de mediu și pierderile viitoare anticipate.

### Prevalența la copii și adulți tineri
Afecțiunea a devenit deosebit de comună în rândul copiilor și tinerilor – în unele universități, peste 70% dintre studenți s-au descris ca suferă de anxietate ecologică. Cu toate acestea, de la începutul lui 2021, nu existau modalitățile validate de a evalua prevalența climei sau a anxietății ecologice bine definite. Un sondaj publicat în septembrie 2021 a interogat 10.000 de tineri din 10 țări din întreaga lume, constatând că aproape 60% erau fie foarte sau extrem de îngrijorați de schimbările climatice. Două treimi au spus că se simt triști, speriați și anxioși, în timp ce aproape 40% au declarat că ezită să aibă copii.
Oamenii care înconjoară copiii și adulții tineri, cum ar fi părinții, tutorii, profesorii și mentorii, pot avea un impact asupra modului în care aceștia văd schimbările climatice. Se fac cercetări despre modul în care aceste grupuri de oameni ar trebui să vorbească cu copiii și adulții tineri pentru a preveni anxietatea ecologică la aceste populații, încurajând în același timp practicile de atenuare a schimbărilor climatice.

### Prevalența la femei
Un raport din octombrie 2021 bazat pe sondaje din Marea Britanie a constatat că 78% dintre persoanele chestionate și-au exprimat un anumit grad de anxietate ecologică. Totuși, a constatat că femeile (45%) au tendința de a raporta niveluri mai ridicate de anxietate ecologică în comparație cu bărbații (36%). Observații similare au fost raportate în întreaga lume, inclusiv în țările europene și africane. Un alt motiv pentru care anxietatea ecologică este mai răspândită la femei este că 80% dintre migranții climatici sunt femei. Multe femei decid dacă vor avea sau nu copii pe baza schimbărilor climatice, deoarece se prevede că schimbările climatice vor avea un impact mai mare asupra generațiilor viitoare. Un sondaj realizat de New York Times în 2018 a constatat că 33% dintre femeile care au ales să nu aibă copii au citat schimbările climatice drept motiv.

### Prevalența la populațiile indigene
Populațiile indigene sunt deosebit de vulnerabile la anxietatea ecologică și la alte răspunsuri emoționale cauzate de climă, din cauza dependenței de pământ și de activitățile lor terestre pentru existența și bunăstarea lor. Un studiu din 2021 a constatat că populațiile indigene care au fost expuse la schimbările de mediu care sunt asociate cu schimbările climatice, cum ar fi pierderea speciilor, secetele, creșterea temperaturii și modelele meteorologice neregulate, au cel mai probabil să experimenteze o scădere a bunăstării mentale. Această scădere poate fi exprimată ca anxietate ecologică, dar și ca alte răspunsuri emoționale legate de climă, cum ar fi furia ecologică.

## Simptome
Eco-anxietatea se poate manifesta în moduri care provoacă simptome fizice și pot exacerba condițiile de sănătate mintală preexistente. Simptomele includ iritabilitate, insomnie, incapacitatea de a se relaxa, pierderea poftei de mâncare, concentrare slabă, accese de slăbiciune, atacuri de panică, tensiune musculară și convulsii. Aceste simptome sunt similare cu simptomele pe care le-ar putea experimenta cineva diagnosticat cu tulburare de anxietate generalizată.
Aceste simptome sunt frecvente la persoanele care suferă de anxietate ecologică. De exemplu, un studiu din 2022 comandat de Academia Americană de Medicină a Somnului a raportat că „anxietățile legate de schimbările climatice și problemele de mediu” au cauzat insomnie pentru 70% dintre americani.
Alte simptome mentale și/sau emoționale includ sentimente de lipsă de speranță și neputință, distanțarea sau evitarea problemei și sentimentul de copleșit sau sufocat.

## Tratament
Primul pas pentru terapeuți în tratarea anxietății ecologice este să realizeze că un răspuns de teamă la o stare reală nu este patologic. Eco-anxietatea este un răspuns complet normal, chiar dacă este unul neplăcut pentru pacient. Terapeuții trebuie să ia în serios temerile clienților cu privire la situație și „să nu presupună că sunt o problemă de sănătate mintală disfuncțională sau că o persoană care suferă de anxietate ecologică este cumva bolnavă”. În ceea ce privește tratamentul, modelele individualiste de sănătate mintală „nu sunt concepute pentru a face față traumei colective la scară planetară”.
Pentru persoanele care suferă de afecțiuni psihologice mai puțin severe sunt disponibile diferite tratamente non-clinice, opțiuni de lucru în grup, forumuri de sprijin bazate pe internet și cărți de autoajutorare. Unele dintre efectele psihologice nu necesită deloc formă de tratament și pot fi chiar pozitive: de exemplu, îngrijorarea cu privire la schimbările climatice poate fi legată în mod pozitiv de căutarea de informații și de sentimentul de a putea contribui la adresarea unor astfel de probleme.
O modalitate de a combate anxietatea ecologică este prin convingerile despre eficiența acțiunilor personale. Anxietatea ecologică poate fi alimentată parțial de neajutorarea față de schimbările climatice, o formă de neputință învățată aplicată temerilor legate de schimbările climatice. Deoarece schimbările climatice sunt o problemă atât de enormă, cu consecințe atât de grave, acțiunile unui individ pot părea să nu facă nicio diferență în combaterea problemei mai mari. Acest lucru îi poate descuraja pe oameni în a lua orice acțiune pro-mediu. Dar, o intervenție care pledează pentru eficacitatea acțiunilor individuale poate reduce sentimentele de apatie și anxietate asociate cu neputința față de schimbările climatice. Când oamenii primesc informații care descriu modul în care acțiunile lor personale influențează mediul, ei raportează mai puțină frică de schimbările climatice și intenționează să facă alegeri mai durabile, arătând că neputința față de schimbările climatice poate fi tratată prin credința în eficacitatea schimbărilor pentru mediu.
În general, psihoterapeuții spun că atunci când indivizii iau măsuri pentru a combate schimbările climatice, acest lucru reduce nivelul de anxietate, aducând un sentiment de împuternicire personală și sentimente de conexiune cu ceilalți din comunitate.  Mulți psihologi subliniază că, pe lângă acțiune, este nevoie de a construi rezistența emoțională pentru a evita epuizarea.
O analiză a literaturii din 2021 a constatat că răspunsurile emoționale la criză pot fi adaptative atunci când individul are capacitatea și sprijinul de a procesa și reflecta asupra acestei emoții. În aceste cazuri, indivizii sunt capabili să se dezvolte din experiențele lor și să-i sprijine pe alții. În contextul schimbărilor climatice, această capacitate de reflecție profundă este necesară pentru a aborda provocările emoționale cu care se confruntă atât indivizii, cât și societățile.

### Cercetări viitoare
Pe măsură ce anxietatea ecologică a câștigat popularitate și a devenit mai răspândită, unul dintre subiectele actuale fierbinți din literatura științifică se referă la modul de definire și evaluare a anxietății ecologice. Alte cercetări viitoare pot examina și dezvolta modalități prin care oamenii să rămână rezistenți în fața schimbărilor climatice.

## Răspunsuri emoționale conexe
În domeniul ecopsihologiei, există și alte impacturi psihologice legate de climă, care sunt mai puțin studiate decât anxietatea ecologică. Acestea includ, dar nu se limitează la, durere ecologică (sau depresie ecologică), mânie ecologică, vinovăție ecologică și solastalgie.

### Eco-furie
Furia ecologică este frustrarea legată de schimbările climatice și de schimbările de mediu care sunt cauzate de acestea. Poate fi, de asemenea, frustrare față de anumite grupuri, corporații sau țări care contribuie la schimbările climatice. Un studiu care a separat efectele anxietății ecologice, depresiei ecologice și furiei ecologice, a descoperit că furia ecologică este cea mai bună pentru bunăstarea unei persoane. Acest studiu a mai constatat că mânia ecologică este bună pentru a motiva participarea la acțiunile de combatere a schimbărilor climatice. Un raport separat din 2021 a constatat că furia ecologică a fost semnificativ mai frecventă în rândul tinerilor.

### Durere ecologică
Durerea ecologică este „durerea simțită în legătură cu pierderile ecologice experimentate sau anticipate, inclusiv pierderea speciilor, ecosistemelor și peisajelor semnificative din cauza schimbărilor acute sau cronice ale mediului”.

### Eco-vinovăție
Eco-vinovăția este „vinovăția care apare atunci când oamenii se gândesc la momente în care nu au îndeplinit standardele personale sau societale pentru comportamentul ecologic”. Această vinovăție poate lua forma autocriticii, autoînvinovățirii, autoexaminării și/sau auto-torturarării.

### Solastalgia
Solastalgia este „distresul cauzat de transformarea și degradarea mediului de acasă”. Un studiu din 2019 a constatat că numărul persoanelor care suferă de solastalgie va crește pe măsură ce rata schimbărilor climatice continuă să crească. Acest lucru se datorează faptului că mai mulți oameni vor vedea efectele schimbărilor climatice asupra mediului lor de acasă, pe măsură ce schimbările climatice continuă. Devine din ce în ce mai evident faptul că nu doar ecologia suferă de pe urma schimbărilor climatice, dar și domenii precum moștenirea istorică și culturală, care sunt strâns legate de sentimentele de apartenență și de identitate.

## Organizații
În jurul psihologiei climatice au fost înființate mai multe organizații psihologice. Cercetătorii au subliniat că este nevoie de o abordare sistemică pentru a oferi diverse resurse pentru oameni în legătură cu impactul asupra sănătății mintale al problemelor ecologice și al schimbărilor climatice. Unele organizații, cum ar fi Colegiul Regal al Psihiatrilor din Marea Britanie, oferă îndrumări pe pagina web pentru a-i ajuta pe îngrijitori să ajute copiii și tinerii adulți să facă față anxietății lor ecologice.
Au fost create și grupuri de sprijin pentru eco-anxietate la nivel local, național și global. Aceste grupuri permit oamenilor să-și discute temerile cu privire la schimbările climatice și să primească sfaturi de la alți membri cu privire la modul de abordare a acestor temeri. Grupuri de sprijin reciproc au apărut, de asemenea, printre indivizii care au trecut prin etapele durerii, acceptând efectele climatice ca fiind continue și, într-o oarecare măsură, inevitabile. Exemplele includ grupuri care decurg din conceptele de adaptare profundă (origine 2018) și Post-doom (origine 2019).